# Blacasova kameja
Blacasova kameja je nenavadno velika antična rimska kameja, visoka 12,8 cm, izrezana iz kosa sardoniksa s štirimi izmeničnimi plastmi bele in rjave barve . Prikazuje profilno glavo rimskega cesarja Avgusta in je verjetno nastala kmalu po njegovi smrti v letu 14, morda med letoma 20 do 50 . V Britanskem muzeju je od leta 1867, ko je muzej pridobil slavno zbirko starin, ki jih je Louis, vojvoda Blacas, podedoval od svojega očeta, vključno z Esquilinovim zakladom. Običajno je na ogled v sobi 70.
Gre za skupino spektakularnih cesarskih rezljanih draguljev, ki se včasih imenujejo "državne kameje", ki naj bi izvirali iz Avgustovega notranjega dvornega kroga, saj kažejo njegove božanske lastnosti, ki so bile še vedno politično občutljive in v nekaterih primerih imajo seksualne vidike, ki ne bi bili izpostavljeni širši javnosti . Med njimi so Gemma Augustea na Dunaju (ki ima tudi Gemma Claudia, ki prikazuje cesarja Klavdija in njegovega brata z njihovimi ženskami) in Velika kameja  Francije v Parizu.

## Opis
Avgust je bil vedno upodobljen kot dokaj mlad človek, katerega videz je zelo idealiziran v primerjavi z njegovimi opisi v literaturi . Znotraj zelo nadzorovanih konvencij njegovih portretov ta podoba kaže na njegovo starost; obraz je bil opisan kot »napet, zaskrbljen, vendar idealen in plemenit« , in »daje vtis oddaljenosti večne veličine«. Tukaj ga vidimo od zadaj, toda z obrnjeno glavo, precej preveliko za telo. Vrgel je egido, Jupitrov atribut , čez ramo; večina tega je v zgornji rjavi plasti kamna. Egida je tu predstavljena kot nekakšen okrašen plašč s kozjo kožo z luknjo za glavo, ki se zdi (neverjetno majhna) pri Avgustovem ramenu.
Glava Gorgone je upodobljena v belem središču rjavega odseka, na drugi strani okna pa je še ena glava, ki je prikazana levo. To je lahko Fobos, poosebljenje strahu, ki ga v grški literaturi pogosto najdemo da okrasi ščit junakov in kar pravi Homer, se je pojavil na egidi. Poza in te podrobnosti se dobro ujemajo s kamejo v Metropolitanskem muzeju umetnosti v New Yorku, ki bolj učinkovito upravlja telo (glej galerijo). V New Yorku je ena od glav interpretirana kot »bog vetra, ki je morda namenjen poosebljenju poletnih vetrov, ki so prinesli koruzo iz Egipta v Rim in tako nenavadno sklicevanje na Avgustovo priključitev Egipta po porazu Marka Antonija in Kleopatre pri Akciju 31. pr. n. št.« 
Avgust nosi kraljevski diadem, morda prvotno prikazano kot trak tkanine, katerega konci so vezani na zadnji strani glave. Zlato okrašeno z dragulji je verjetno srednjeveško in je zapisano, da je bilo popravljeno že na začetku 18. stoletja, ko je bila kameja v zbirki Leona Strozzija, nadškofa v Firencah. Ta dodatek lahko nakazuje, da je bil vključen v Relikviarij ali kakšen drug srednjeveški predmet, tako kot pri drugem Avgustu, ki je bil uporabljen kot osrednji del Lotharjevega križa . Osebni predmet, morda žezlo ali kopje, teče diagonalno v levo in trak čez desno ramo je verjetno za meč na pasu. Podobni položaji z egido se najdejo v helenistični umetnosti, zato je bil namen verjetno predlagati »borečega vladarja, v tradiciji Aleksandra Velikega«, ki je bil pogosto prikazan pod egido . Mark Antonij je bil upodobljen tudi oblečen. 
Kot v drugih državnih kamejah in Avgustovih spomenikih, kot je Ara Pacis, je slog močno neoklasicističen in idealističen in v nasprotju z realizmom, ki je zaznamoval rimsko kiparstvo, zlasti na portretih. Nekatere rimske patricijske družine so še naprej uporabljale realistični slog, morda kot prikrito gesto proti Avgustovemu principatu; slog je uporabljal tudi bogatejši razred svobodnjakov v nagrobnih spomenikih.  V Blacasovi kameji je idealizacijski slog morda povezan z enim od redkih rimskih umetnikov, ki jih poznamo z imenom Dioskurid iz Egeje (danes Yumurtalık) v Kilikiji, ki je Pliniju starejšem in Svetoniju rekel, da je izrezal Avgustov osebni pečat, ki je zdaj izgubljen, čeprav so druge geme očitno podpisane, preživele. Ugotovljeno je bilo, da je obstajala »državna delavnica« za izdelavo teh gem, v kateri so bili verjetno zaposleni umetniki grškega izvora . Kaže, da je kameja izrezana iz večjega dela. Preživele državne geme izvirajo iz srednjeveških zbirk, kjer so bile očitno zelo cenjene in domnevajo, da so, tako kot različni poznoantični konzulski diptihi in druga slonovina, preživeli nad tlemi že od antike.

## Galerija
- Avgustova kameja, ena tistih, ki so jih nekateri pripisali Dioscuridesu, s srednjeveškim položajem, iz zakladnice samostana Saint-Denis
- Gemma Augustea, kameja v dveh nivojih iz  oniksa; 19 × 23 cm.
- Avgustova kameja z aegis, Metropolitan Museum of Art
- Avgustova kameja v centru Lotarjevega križa